# Estación de Mosteirô
La Estación Ferroviaria de Mosteirô, más conocida como Estación de Mosteirô, es una infraestructura de la Línea del Duero, que sirve a parroquias de Ribadouro, en el Ayuntamiento de Baião, en Portugal.

## Características

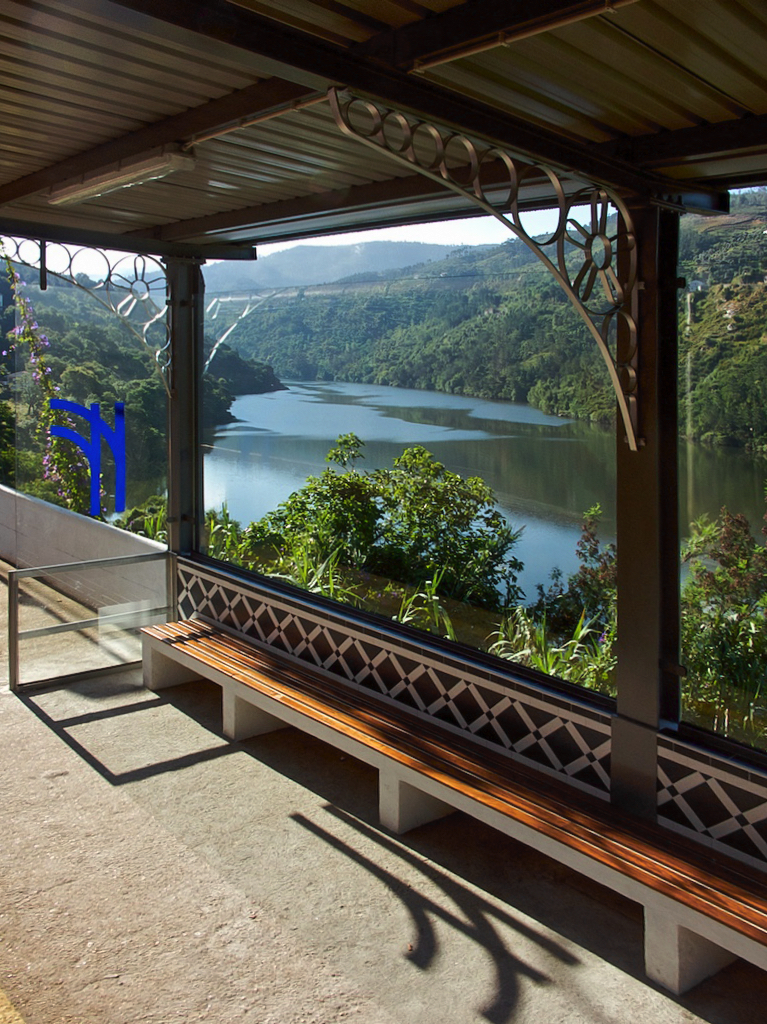
Sotechado de pasajeros de la Estación de Mosteirô.

### Localización y accesos
Se encuentra en la localidad de Ribadouro, con acceso por la Avenida de la Estación.

### Descripción física
En enero de 2011, tenía 2 vías de circulación, ambas con 343 metros de longitud; las dos plataformas presentaban 216 y 148 metros de longitud, y una altura de 40 centímetros.

### Servicios
Esta plataforma era utilizada regularmente, en mayo de 2011, por convoyes de las categorías Regional e InterRegional de la operadora Comboios de Portugal.